# Tomáš Křivánek
Tomáš Křivánek (* 4. ledna 1955 Praha) je bývalý člen výboru Jazzové sekce, aktivista a producent koncertů alternativních hudebních skupin.

## Jazzová sekce
Členem a aktivistou Jazzové sekce se Tomáš Křivánek stal v r. 1975 během sekcí pořádaného festivalu Pražské jazzové dny. Následně se na organizaci Pražských jazzových dnů sám podílel, především organizačně a dramaturgicky na Přehlídkách amatérských hudebních skupin. Později byl kooptován do posledního výboru Jazzové sekce.
V letech 1985–1986 společně s Antonínem Raisem vydali tři čísla cyklostylovaného časopisu Druhá strana.

### Proces s vedením Jazzové sekce
Dlouhodobá snaha komunistického režimu o omezení činnosti a likvidaci Jazzové sekce vyvrcholila v letech 1986–1987 zatčením jejího vedení a odsouzením ve vykonstruovaném politickém procesu za jeho údajnou hospodářskou kriminalitu. Tomáš Křivánek byl zatčen 2. září 1986 a byla na něj uvalena vazba (uvězněno bylo celkem sedm osob, včetně celého výboru Sekce – Karel Srp, Joska Skalník, Vladimír Kouřil, Čestmír Huňát, Tomáš Křivánek, Miloš Drda a Vlastimil Drda). Z vazby ve věznici Praha-Ruzyně byl Křivánek propuštěn 22. ledna 1987. Jeho trestní stíhání pokračovalo na svobodě. Přesto se po svém propuštění zapojil do činnosti prozatímního „výboru aktivistů“, který Sekci řídil po dobu věznění členů výboru skutečného a podílel se na kampani proti likvidaci Sekce. Například dne 1. února 1987 společně s Joskou Skalníkem a Čestmírem Huňátem zaslali prezidentu Gustávu Husákovi dopis, kterým jej vyzvali, aby se zasadil o okamžité propuštění vězněných členů Sekce Karla Srpa a Vladimíra Kouřila.
Proces s vedením Jazzové sekce proběhl ve dnech 10.–11. března 1987. Tomáš Křivánek trval na tom, že se nedopustil žádného trestného činu ani před svým svědomím, ani před zákonem. Přesto byl za údajnou hospodářskou kriminalitu odsouzen osmiměsíčnímu k podmíněnému trestu. V 1991 byly všechny rozsudky v této kauze zrušeny jako nezákonné a všichni odsouzení, včetně Křivánka, byli rehabilitováni.
V září 1987 vydalo vedení Jazzové sekce prohlášení při příležitosti prvního výročí uvěznění jeho členů, které převzal i zahraniční rozhlas. Několik osob kvůli tomu vyslýchala StB. Tomáš Křivánek byl přímo z pracoviště odveden k výslechu, kde mu bylo vyhrožováno změnou jeho podmíněného trestu na nepodmíněný.

## Alternativní a amatérské hudební skupiny
Tomáš Křivánek byl velmi aktivní jako manažer a organizátor koncertů amatérských alternativních hudebních skupin. V lednu 1979 Křivánek založil a následně organizačně a dramaturgicky vedl Amatérskou scénu pražského klubu Tesly Karlín U Zábranských.
Spolupracoval se skupinami Extempore, Kilhets, Durman a Posejpal a desítkami dalších. V březnu 1979 doprovázel skupinu Extempore Mikoláše Chadimy do Libouchce na koncert, který měl nahrát na magnetofon. Proti členům Extempore bylo následně vykonstruováno obvinění za údajné vulgárnosti a výtržnosti, ke kterým na zábavě údajně došlo, přičemž i Tomáš Křivánek byl v této souvislosti vyslýchán. Snaha StB o inscenaci druhého procesu s máničkami, po vzoru procesu s Plastic People, však vyzněl do ztracena.
Byl manažerem hudební skupiny Kilhets. Hudební skupiny a tiskoviny Jazzové sekce Tomáš Křivánek převážel svým mikrobusem Škoda 1203, nebo v červenci 1981 vozil skupinu Extempore na jejím turné po Maďarsku, které bylo zaroveň jejím prvním zahraničním vystoupením.
Tomáš Křivánek přemluvil k prvnímu veřejnému pódiovému vystoupení hudebníka Františka Horáčka alias Jima Čerta Uskutečnil první dvě vystoupení skupiny Psí vojáci Filipa Topola.

## Unijazz
Byl spoluzakladatelem následnické organizace Jazzové sekce Svazu hudebníků Unijazz.

## Další aktivity
V lednu 1989 zakládal pražskou kancelář Nadace Charty 77 kde byl do roku 1992 tajemníkem.
Po roce 1989 také pracoval jako ředitel hudebního vydavatelství Globus International a později založil vlastní hudební vydavatelství TomK.
Roku 1995 založil a do roku 2015 vedl sdružení Bratrstvo Keltů s více než 500 členy, které pozdvihlo zájem veřejnosti o keltskou historii našeho národa a jeho kulturu a uspořádalo 20 ročníků festivalu Svátek keltské kultury BELTINE.
V roce 1997 založil Internetové centrum Nadace Open Society Fund Praha kde vykonával funkci ředitele do roku 1999.
V roce 2015 společně s Ivanem Prokopem a Vladimírem Kouřilem připravil výstavu Jazzová sekce 1971–1988 dokumentující činnost Jazzové sekce a její likvidaci komunistickým režimem. Vernisáž výstavy proběhla v lednu 2016 v pražském Café Kampus.
V souvislosti s jeho aktivitami v Jazzové sekci mu bylo v roce 2015 ministerstvem obrany uděleno osvědčení účastníka odboje a odporu proti komunismu.